# Grabowo (Siemyśl)
Grabowo (deutsch Stubbenberg) ist ein unbewohnter Wohnplatz (Wüstung) im Gebiet der Woiwodschaft Westpommern in Polen.
Nach 1846 wurde etwa ½ Kilometer nordöstlich des Dorfes Nehmer in einem früheren Waldgebiet eine Hofstelle (Abbau) angelegt. Später wurde die Hofstelle geteilt. Die Abbauten erhielten den Namen „Stubbenberg“, nach den beim Roden des Waldes im Boden verbliebenen Baumstubben. Stubbenberg wurde amtlich als ein Wohnplatz geführt. Im Jahre 1864 wurden in Stubbenberg 13 Einwohner gezählt, im Jahre 1885 waren es 18 Einwohner und im Jahre 1905 17 Einwohner. 
Bis 1945 bildete Stubbenberg einen Wohnplatz in der Gemeinde Nehmer und gehörte mit dieser zum Landkreis Kolberg-Körlin in der Provinz Pommern.
1945 kam Stubbenberg, wie ganz Hinterpommern, an Polen. Der Ort erhielt den polnischen Ortsnamen „Grabowo“. Heute liegt er wüst, die Ortsstelle ist wieder bewaldet. Die Wüstung befindet sich im Gebiet der Gmina Siemyśl (Gemeinde Simötzel) in der Woiwodschaft Westpommern.